# Carlo 273
Pour les articles homonymes, voir Carlo.
Carlo 273 (né en 2001) est un cheval hongre gris inscrit au stud-book du Holsteiner. Il est monté en saut d'obstacles, discipline dans laquelle il est double médaillé de bronze aux championnats d'Europe en 2011. Initialement monture de Nick Skelton, il est acheté fin septembre 2012 par Marta Ortega, l'épouse de Sergio Álvarez Moya, lequel le monte jusqu'à sa mise à la retraite en septembre 2018.

## Histoire

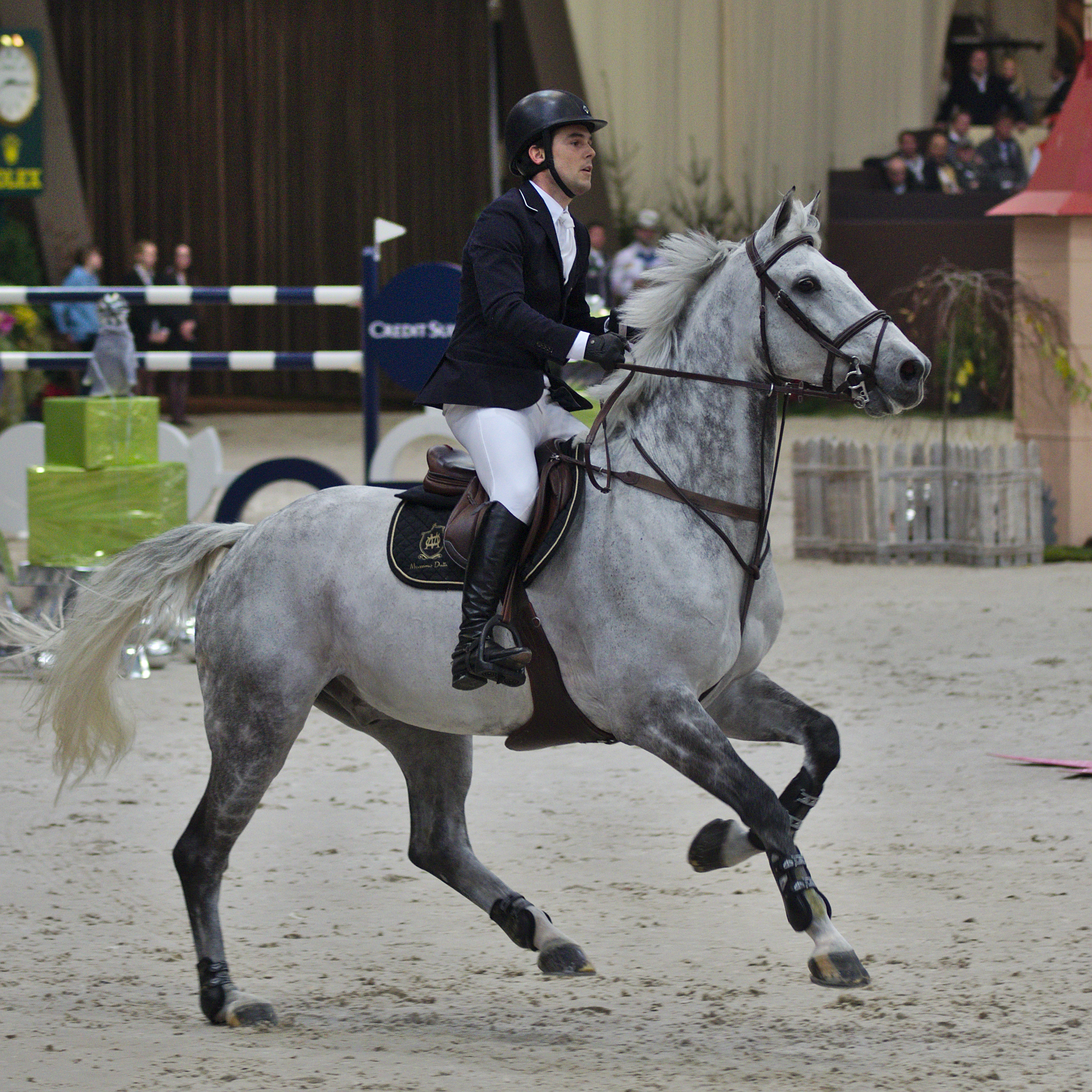
Carlo 273 monté par Sergio Alvarez Moya au CSI de Genève en 2013

Carlo 273 est repéré en Europe par Laura Kraut ; devenu propriété de Beverley Widdowson, il commence sa carrière internationale avec le cavalier britannique Nick Skelton, avec qui il remporte ses meilleurs succès. Ses premiers bons résultats remontent à 2010, mais il se révèle surtout en 2011. Il décroche en effet une double médaille de bronze (par équipes et en individuel) aux championnats d'Europe de saut d'obstacles,. Il ne participe en revanche pas aux Jeux olympiques d'été de 2012, car Skelton lui préfère son autre cheval de tête, Big Star.
En septembre 2012, Carlo est vendu à Marta Ortega, l'épouse du cavalier espagnol Sergio Álvarez Moya,. Il remporte le CSI5* étape coupe du monde de Zurich en 2015. Il se qualifie pour la finale individuelle des Jeux olympiques d'été de 2016 à Rio.
Moya annonce sa mise à la retraite le 28 septembre 2018, à l'âge de 17 ans, après le concours de La Corogne en décembre de cette même année,. Le cavalier ne peut participer à la cérémonie en raison d'une blessure au genou.

## Palmarès
Carlo 276 reste au plus haut niveau international des compétitions de saut d'obstacles durant une dizaine d'années. Il est 10e du classement mondial des chevaux d'obstacle établi par la WBFSH en octobre 2012, 19e en octobre 2013, puis 15e en octobre 2015.

## Description
Carlo est un cheval hongre appartenant au stud-book du Holsteiner, de robe grise. Il est connu pour être un cheval très expressif, avec beaucoup de charisme et de caractère. Son amplitude de saut est très importante, grâce à sa grande force. Il montre aussi un grand respect des barres.

## Origines
Carlo 273 est un fils de Contender, issu d'une mère par Cascavelle.